# Breiter Weg 230

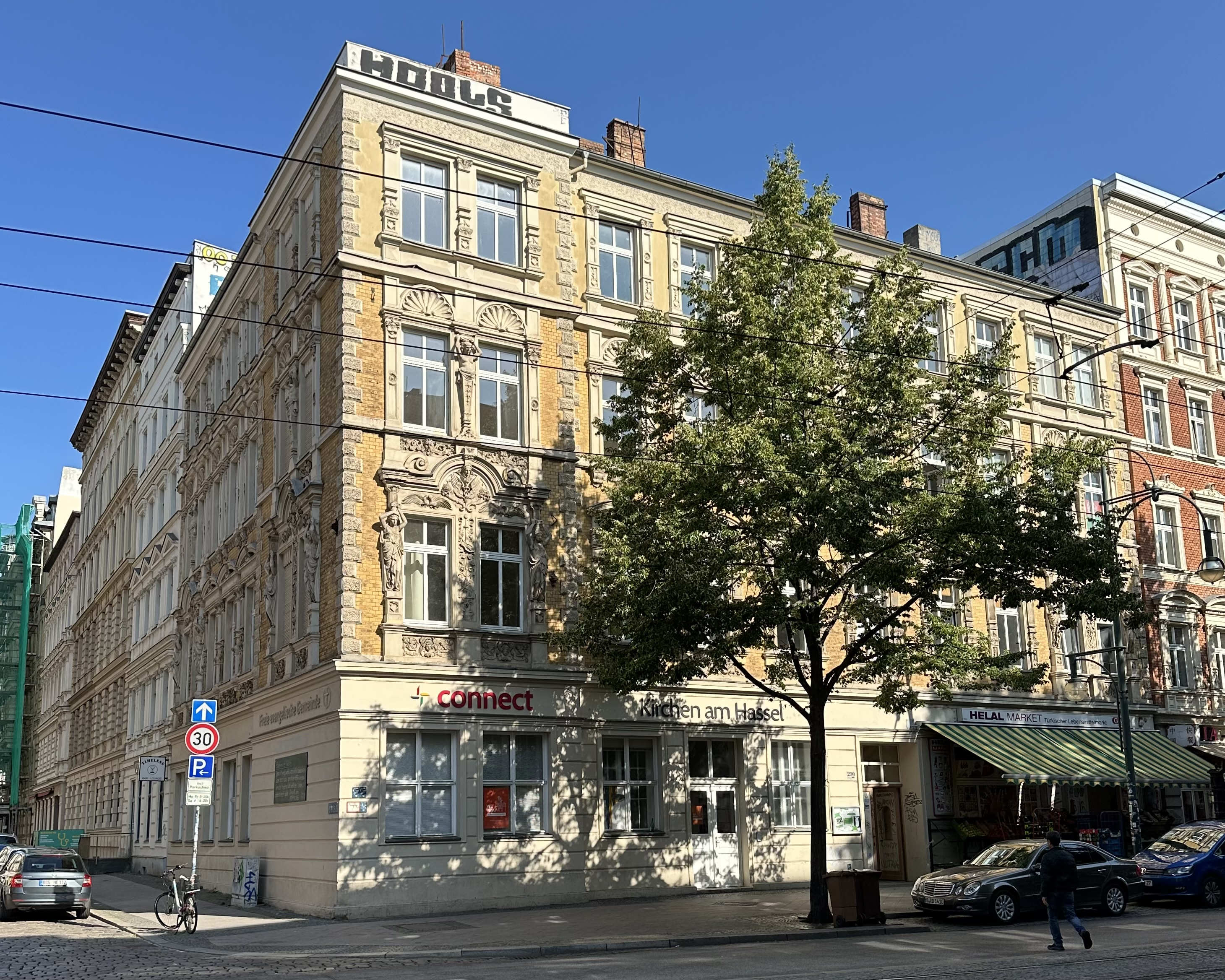
Haus Breiter Weg 230 im Jahr 2025

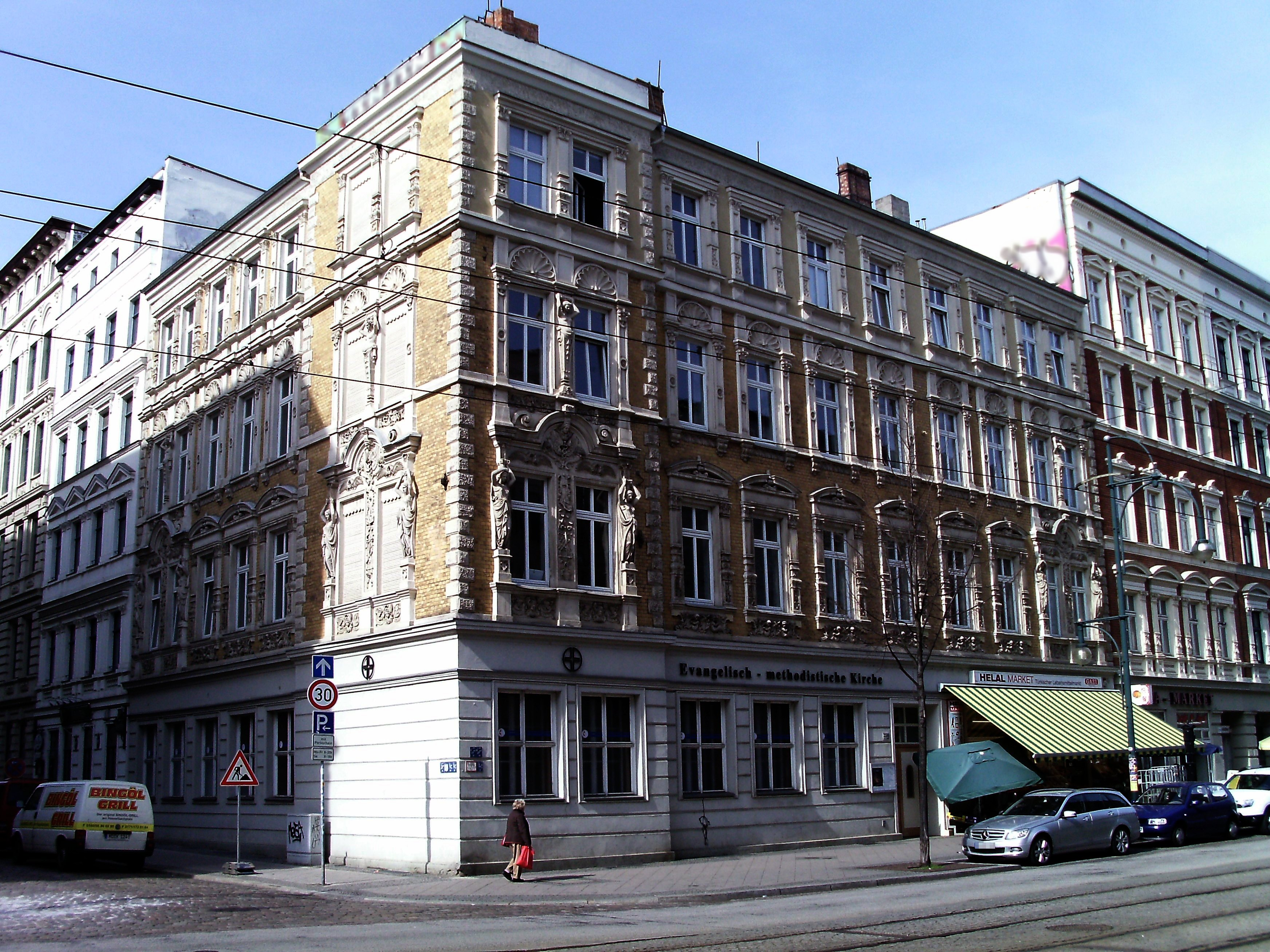
2012

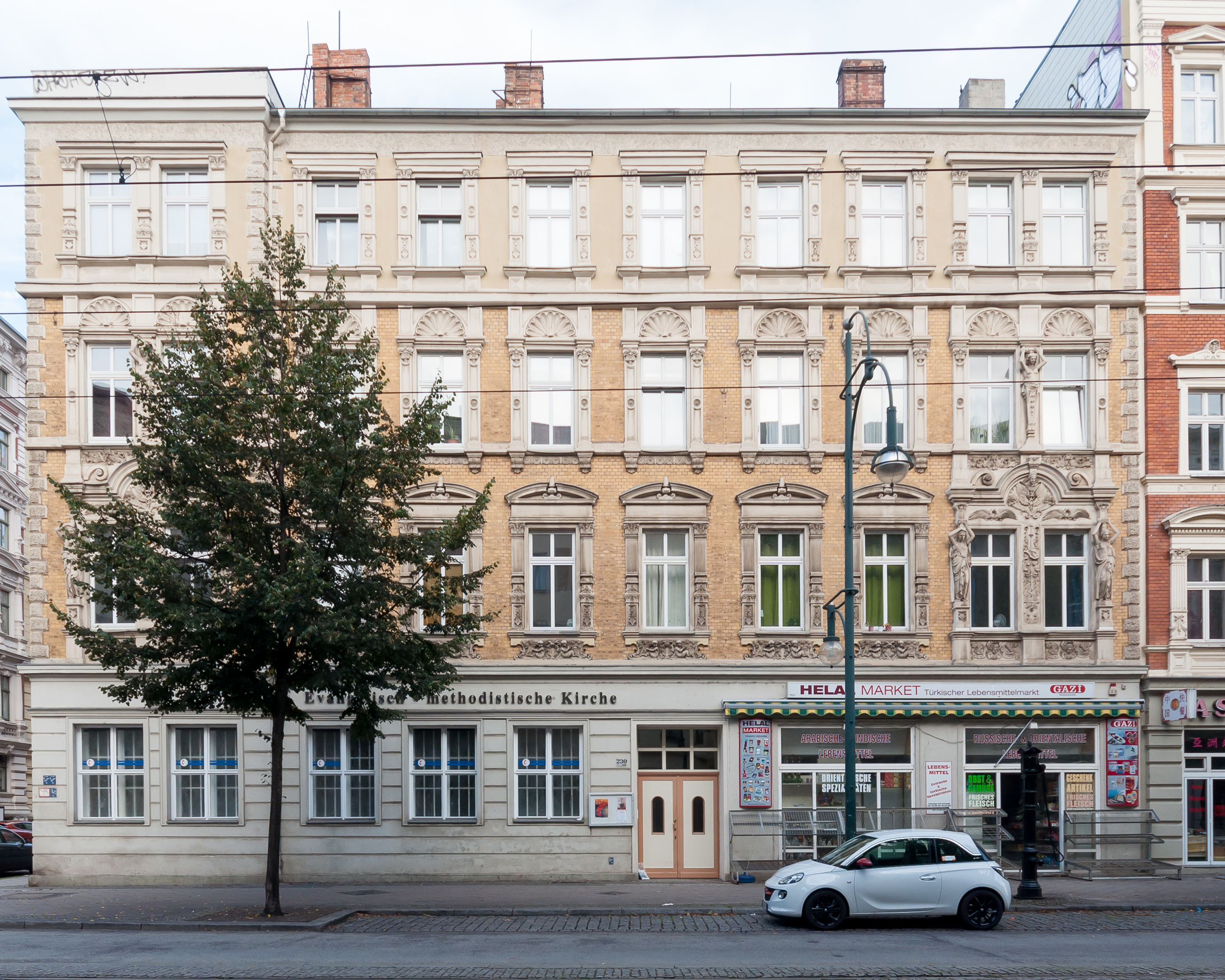
Fassade zum Breiten Weg, 2014

Breiter Weg 230 ist ein denkmalgeschütztes Wohn- und Geschäftshaus in Magdeburg in Sachsen-Anhalt.

## Lage
Das Gebäude befindet sich auf der Westseite des Südabschnitts des Breiten Wegs in der Magdeburger Altstadt, in einer Ecklage zur südlich des Hauses auf den Breiten weg einmündenden Einsteinstraße. Nördlich grenzt das gleichfalls denkmalgeschützte Haus Breiter Weg 229, 229a an.

## Geschichte
Das Haus wurde 1882 nach einem Entwurf des Baumeisters Schoekel errichtet. Im Jahr 1914 gehörte es den Puffschen Erben. Spätestens ab 1925 war die Bischöfliche Methodistenkirche in Preußen Eigentümerin. Im Zweiten Weltkrieg wurde das Haus beschädigt. Das vierte Ober- und das Dachgeschoss wurden in der Folge abgetragen. 1946 bestanden Pläne, die fehlenden Geschosse wieder aufzubauen, sie wurden jedoch nicht umgesetzt.

## Architektur
Der ursprünglich fünf-, jetzt nur noch viergeschossige Ziegelbau wurde im Stil der Neorenaissance gebaut. Die aufwändige Gliederung des repräsentativen Gebäudes besteht aus Putzelementen. Die Ecksituation ist durch einen flachen, jeweils zweiachsigen Eckrisaliten betont. Es bestehen kräftige Eckrustika. Die Fensteröffnungen sind in allen Geschossen von ädikulaartigen Rahmungen gefasst. Darüber hinaus besteht ein üppiger, zum Teil figürlicher Stuckdekor.
Die Gesamterscheinung wird als palazzoartig beschrieben. Das Haus bildet das Gegenstück zum zeitgleich am nördlichen Ende des Blocks entstandenen Haus Breiter Weg 227.
Im Denkmalverzeichnis des Landes Sachsen-Anhalt ist das Wohn- und Geschäftshaus unter der Erfassungsnummer 094 16648 als Baudenkmal verzeichnet.
Das Haus gilt als Teil des gründerzeitlichen Straßenzugs als städtebaulich bedeutend und prägend für das Straßenbild.